# Pávlos Kayialís
Pávlos Kayialís (grec moderne : Παύλος Καγιαλής) est un skipper grec né le 14 juillet 1984. Il a remporté avec Panayiótis Mántis la médaille de bronze du 470 masculin aux Jeux olympiques d'été de 2016 à Rio de Janeiro.